# A/H24N2
A/H24N2 – mixtape rapera Tedego, DJ-a Tuniziano oraz producenta muzycznego Sir Micha. Wydawnictwo ukazało się 24 grudnia 2009 roku nakładem wytwórni muzycznej Wielkie Joł. Materiał był promowany teledyskiem do utworu „Rewolucja”. Nagrania powstały w efekcie beefu Tedego z raperem Peją, którego kanwą był występ poznaniaka 12 września 2009 roku w ramach „Winobrania 2009”, święta Zielonej Góry.

## Lista utworów
Opracowano na podstawie materiału źródłowego.
1. „Intro”[A]
2. „Peja Vu”[B]
3. „Promomix” (Remix)
4. „A.N.T.Y. II”[C]
5. „Psychooo (N2E)”
6. „Eeej pokolenie endwa!”
7. „Kolesie z innej bajki”
8. „X Czarli” (Remix)[D]
9. „Czas Honoru” [E]
10. „Za-X” (Remix)
11. „Dzień z durniem w TVN”
12. „El’Cztery” (gościnnie: Jaman)[F]
13. „Japa chamie”[G]
14. „Pey’Ja”
15. „Rewolucja” (gościnnie: Mrozu)[H]
16. „Mam Beef”
17. „Słowa na wiatr”[I]
18. „Peja Hejter” (utwór dodatkowy)

Notatki
- A^ Z wykorzystaniem sampli pochodzących z piosenki „Sen o Warszawie” w wykonaniu Czesława Niemena[6].
- B^ Z wykorzystaniem sampli pochodzących z piosenki „T Plays It Cool” w wykonaniu Marvina Gaye’a[7].
- C^ Z wykorzystaniem sampli pochodzących z piosenki „Haboglabotribin'” w wykonaniu Bernarda Wrighta[8].
- D^ Z wykorzystaniem sampli pochodzących z piosenki „Tipsy” w wykonaniu J-Kwona[9].
- E^ Z wykorzystaniem sampli pochodzących z piosenki „Czas honoru” w wykonaniu Bartosza Chajdeckiego[10].
- F^ Z wykorzystaniem sampli pochodzących z piosenki „Mała wojna” w wykonaniu Lady Pank[11].
- G^ Z wykorzystaniem sampli pochodzących z piosenki „Feel Good Inc.” w wykonaniu Gorillaz i De La Soul[12].
- H^ Z wykorzystaniem sampli pochodzących z piosenki „Children of the Revolution” w wykonaniu T. Rex[13].
- I^ Z wykorzystaniem sampli pochodzących z piosenki „Lubię smutek pustych plaż” w wykonaniu Grażyny Łobaszewskiej[14].